# Rakietniczkowate
Rakietniczkowate, rakietnicowate (Retropinnidae) – rodzina kilku gatunków małych ryb stynkokształtnych (Osmeriformes), o niewielkim znaczeniu gospodarczym. Przykładowym przedstawicielem jest rakietniczka Semona (Retropinna semoni).

## Występowanie
Wody słodkie i słonawe Nowej Zelandii (w tym Wyspy Chatham), południowo-wschodniej Australii oraz Tasmanii. Nieliczne gatunki morskie.

## Cechy charakterystyczne
Ciało wydłużone, pokryte bardzo drobnymi łuskami cykloidalnymi. Otwór gębowy w położeniu końcowym. Płetwa grzbietowa i odbytowa przesunięte do nasady ogona. Podstawa płetwy grzbietowej przed linią podstawy płetwy odbytowej. Płetwa tłuszczowa obecna. Rozwidlona płetwa ogonowa zawiera 16 promieni. Obecna tylko lewa gonada. Osiągają przeciętnie do 10 cm długości, maksymalnie 33 cm (Prototroctes maraena). Większość gatunków po schwytaniu wydziela zapach ogórka.

## Klasyfikacja
Rodzaje zaliczane do tej rodziny są zgrupowane w 2 podrodzinach:
- Prototroctinae: Prototroctes
- Retropinninae: Retropinna — Stokellia